# Banyamulenge

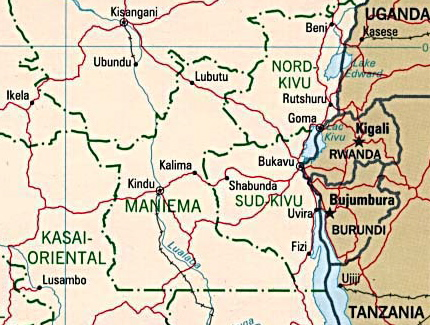
Mapa del este de República Democrática del Congo.

Los banyamulenges, o bunyamulenge en singular, cuyo significado literal es «habitantes de Mulenge», equivalente a «tutsi congoleño», son un grupo étnico de origen tutsi concentrado en la alta meseta de Kivu del Sur, en el oriente de la República Democrática del Congo, cerca de la frontera con Burundi y Ruanda.
En la provincia de Kivu del Sur, los banyamulenges forman una importante minoría, aunque el tamaño de su población es objeto de discusiones. A finales de los años 1990, grupos étnicos rivales afirmaban que no pasaban de los 35.000, mientras que sus simpatizantes hablaban de una cifra diez veces mayor. Por ejemplo, Joseph Muembo habla de 400.000, cifra probablemente exagerada. Para principios del siglo XXI, se los estimaba en cincuenta a setenta mil según René Lemarchand o sesenta a ochenta mil si se cree a Gérard Prunier. Poco más del 3% de los habitantes de la provincia.
Lemarchand señala que representan «un caso bastante único de etnogénesis». Los banyumalenges son distintos socioculturalmente a otros grupos tutsis en Kivu del Norte, así como de los tutsis que huyeron de Ruanda a raíz de la revolución de 1959-1962. La mayoría hablan kinyarwanda y con un dialecto diferente a otros usados por tutsis. Su posición política ha sido determinante en el desarrollo de la primera y la segunda guerras civiles que afectaron al país entre 1996 y 2003.
La población a la que después se denominó banyamulengue emigró poco a poco desde Ruanda, Burundi y el oeste de Tanzania. Según el historiador Alexis Kagame, los primeros habrían llegado durante las campañas expansionistas del Mwami Rwabugiri, «rey de Ruanda», Kigeli II, entre 1648 y 1672, pero Prunier desestima esta teoría, puesto que Kagame exageraba el área de influencia de Kigeli.
Para denominar a los banyamulenges también se usa el término Banyarwanda, palabra asociada a los ruandeses que migraron entre el final de la Primera Guerra Mundial y la independencia congoleña (1960) para trabajar. Aunque la llegada de tutsis a ambos Kivus antes del período colonial es aceptada por la mayoría de los historiadores, muchos intelectuales congoleños la rechazan vehementemente.